# Gärdet
För andra betydelser, se Gärdet (olika betydelser).
Gärdet, officiellt Ladugårdsgärdet, är en stadsdel i nordöstra Stockholms innerstad. Stadsdelen ligger öster och nordost om Östermalm. Gränsen mot Östermalm utgörs av Valhallavägen samt i en linje norr om Filmhuset och vidare öster om kvarteret Kompaniet vid Gärdesgatan. Lidingövägen bildar gräns mot Norra Djurgården och Hjorthagen. Gränsen mot Djurgården går i Djurgårdsbrunnsviken och Djurgårdsbrunnskanalen. Den består dels av ett tättbebyggt område, dels av ett stort huvudsakligen gräsbevuxet område med inslag av skog som är en del av Nationalstadsparken. Stadsdelen bildades 1926 genom en delning av stadsdelen Östermalm.        
I dagligt tal används Askrikegatan som inofficiell gräns mellan nedre och övre Gärdet på bostadsmarknaden, vars västra del mellan Lidingövägen och Valhallavägen anses lite mer tättbebyggt än Övre Gärdet, varför den ofta bryts ut och ges ett eget, inskränkande namn: Nedre Gärdet.    
Nedre Gärdet ligger mellan Valhallavägen och Brantingsgatan, granne med Övre Östermalm. Centralt i denna del av stadsdelen är Erik Dahlbergsgatan, en allé med lindar och belagd med gatsten.

## Historia

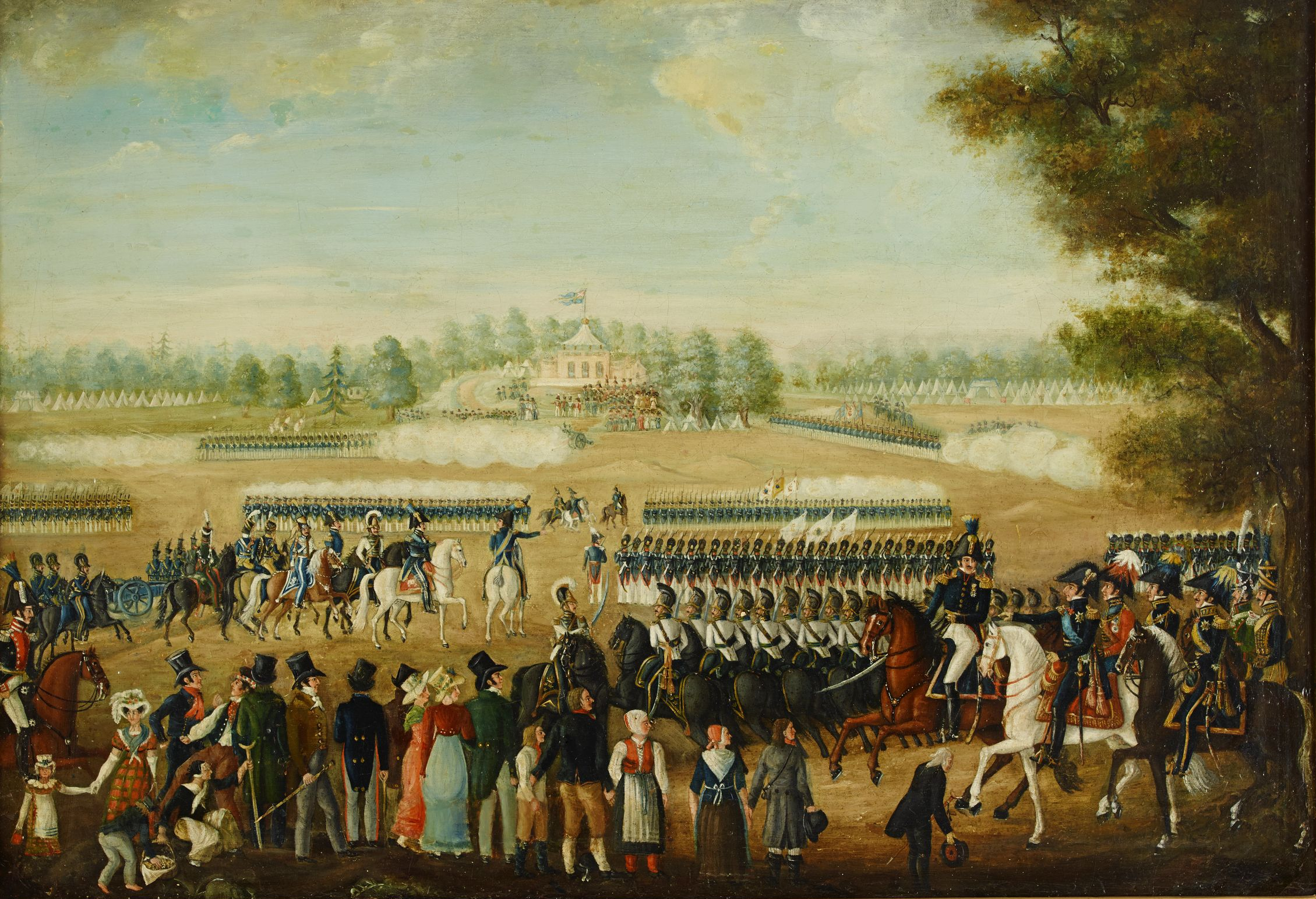
Exercisövning på Gärdet under Karl XIV Johan:s regering. Kungen syns i nedre högra hörnet. På bilden går Göta Livgarde till attack, nedanför Borgen. Målning av Anders Lundquist.

De stora öppna ytorna tjänade som militärt övningsfält från 1672 (Karl XI). Under Karl XIV Johans tid röjdes och planerades en större del av Gärdet för att även kavallerier och artilleriet skulle kunna spränga fram här. Kungen höll mönstring och exercis under sommaren när han vistades på Rosendals slott. Oftast såg han emellertid på från avstånd uppe på Borgen. För att komma till Gärdet red han på en särskild byggd bro över Djurgårdsbrunnskanalen vars brorester man fortfarande anar, den låg i höjd med Sjöhistoriska museet. År 1905 flyttade militären ut till Järvafältet istället.
1843 anordnade Knut Erik Venne Höökerberg och Gustaf Johan Schartau olympiska lekar på Gärdet, likt Olympiska spelen i Ramlösa. Det stora publikantalet orsakade dock problem och vissa grenar kunde inte genomföras.
1919 genomfördes på Gärdet den enda landningen av en zeppelinare (LZ 120 Bodensee) i Sverige. Mellan 1919 och 1936 låg Lindarängens flyghamn vid Lindarängsvägen 36. Den 16 september 1936 invigdes Bromma flygplats och den landbaserade flygtrafiken kom att ersätta den sjöbaserade.
Under 1990-talet byggdes stadsdelen ut i nordvästlig riktning då gamla militära övningsfält ersattes med bostadsområdet Starrbäcksängen. Utbyggnadens sista etapp i hörnet av Valhallavägen och Lidingövägen avslutades år 2007 med Svea torn. I samband med nybyggnationen för Kungliga Musikhögskolan på 2010-talet uppfördes bostadsområdet Svea Fanfar på den angränsande marken.
Stadsplanetävlingen för det nya området vanns år 1929 av arkitekten Arvid Stille vars förslag omarbetades till färdig stadsplan 1931. Gärdet bebyggdes till större delen under samma period, 1930-talet och framåt, och är därför arkitektoniskt likformigt. Den dominerande byggnadsstilen är tidig funktionalism. Området användes som förebild för bostadsområden i hela världen. Det nyskapande ifråga om stadsdelens planering var framför allt att kvarteren inte är slutna utan husen ligger fristående från varandra. Det finns också många grönområden mellan husen.

### Bilder

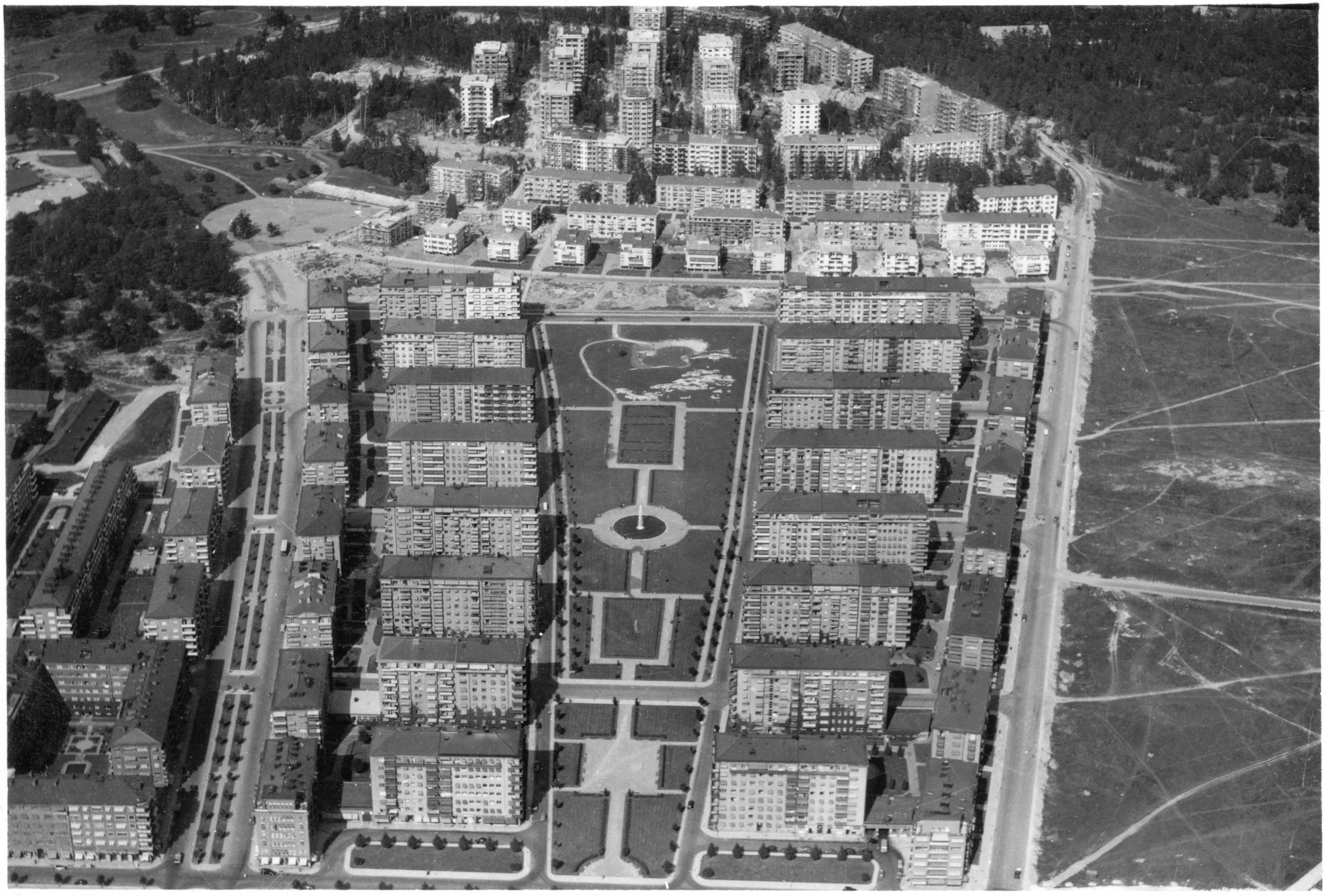
Flygfoto över Tessinparken och Gärdet, sent 1930-tal eller tidigt 1940-tal. Norra delen av området är fortfarande under uppförande.
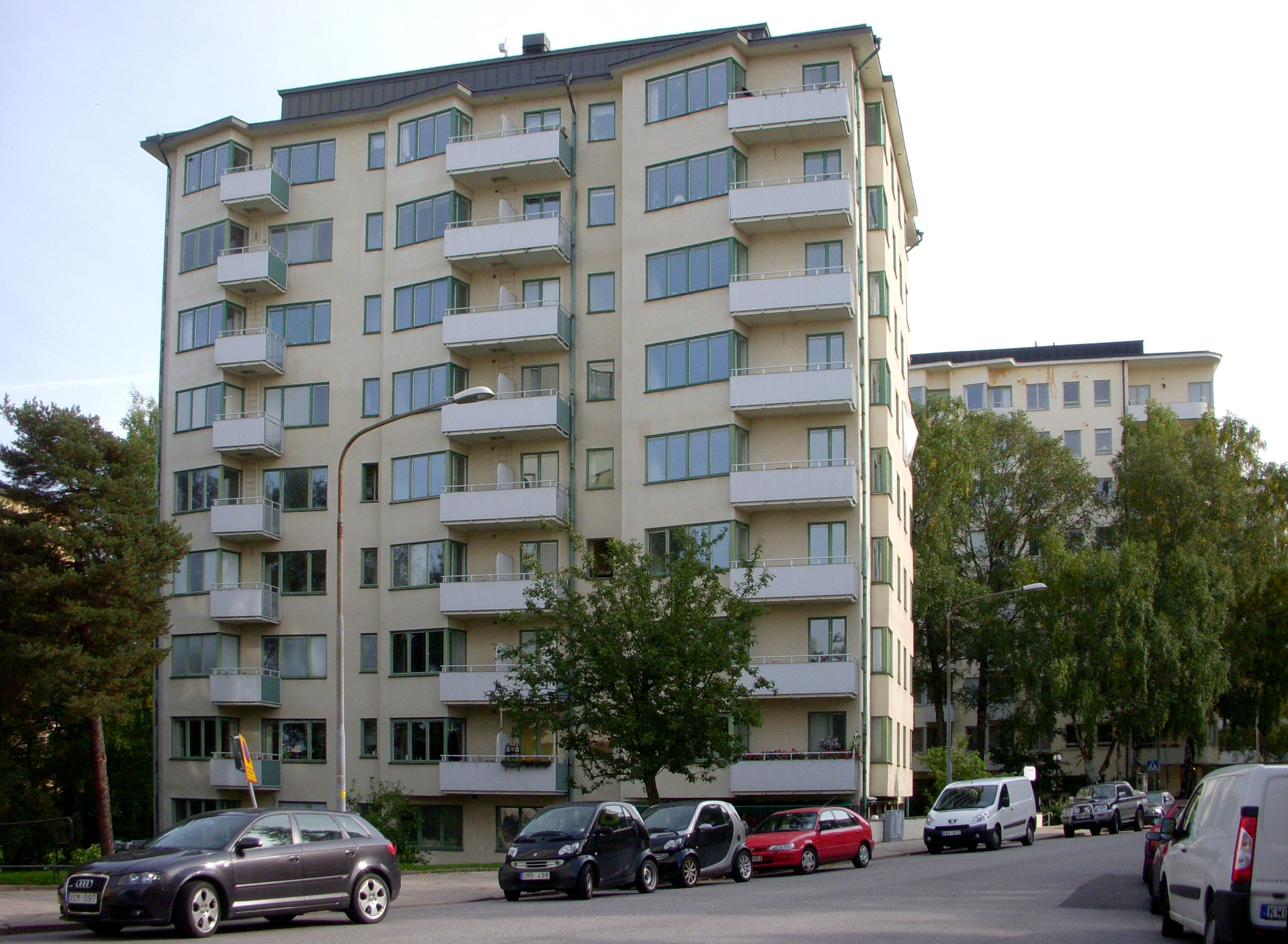
Kollektivhuset YK-huset vid Furusundsgatan från 1939.
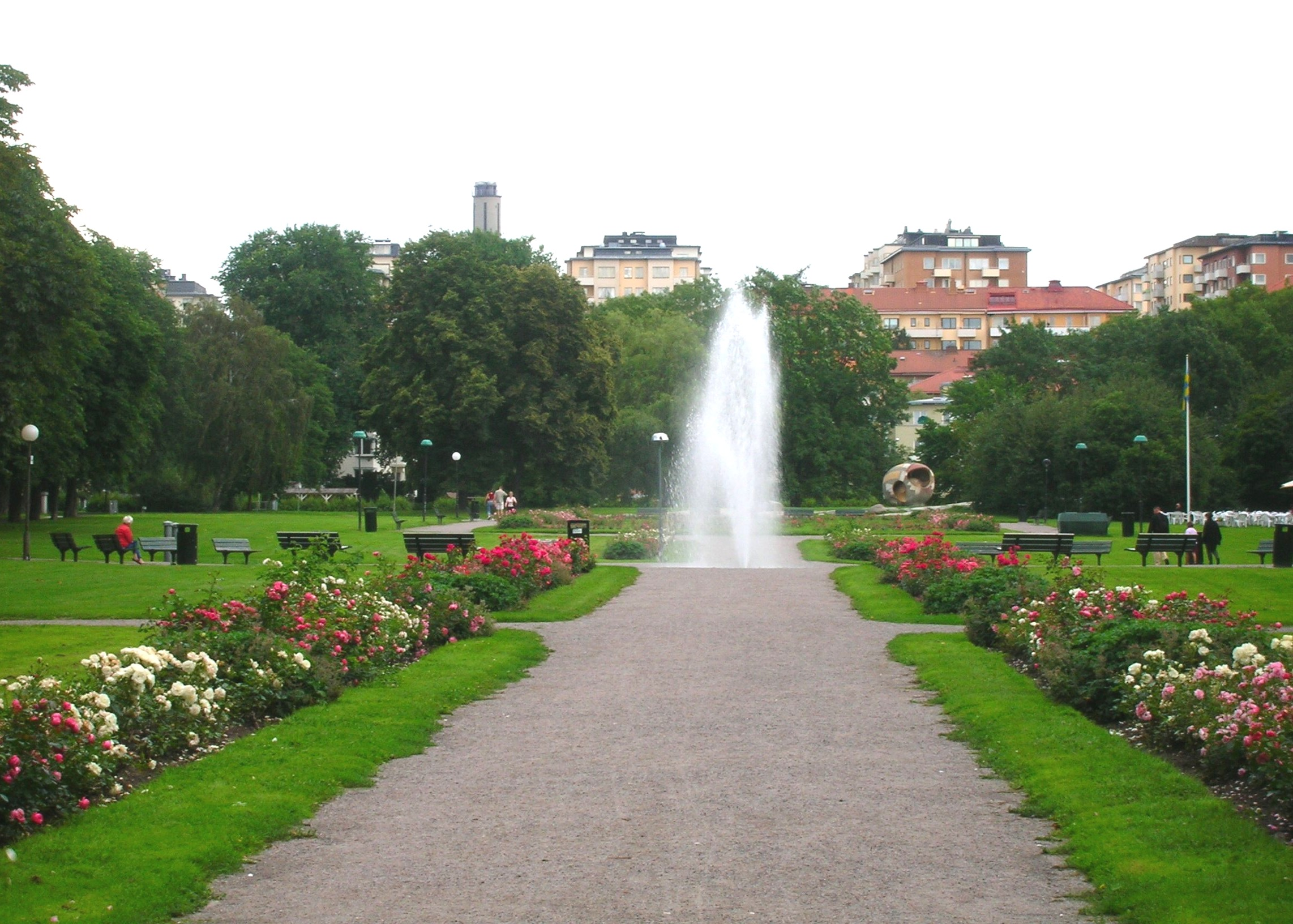
Tessinparken anlades 1932–1940. Den ingår i Nationalstadsparken.
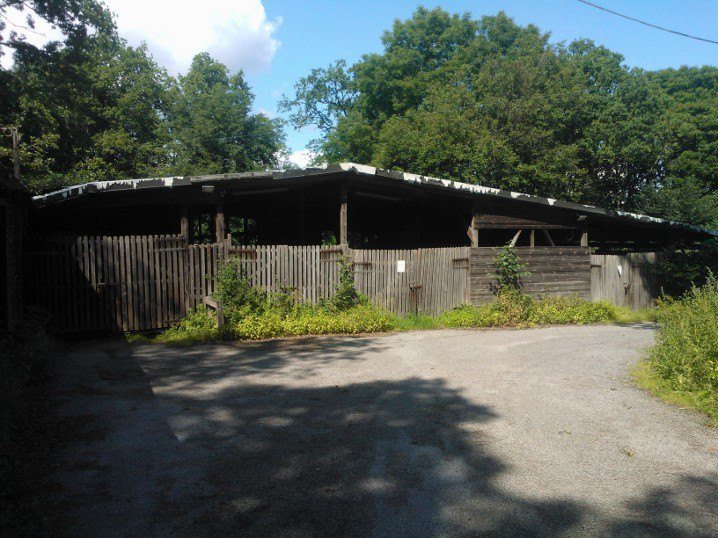
Fårstallet nära Borgen. Användes för kungens får fram till 1991.
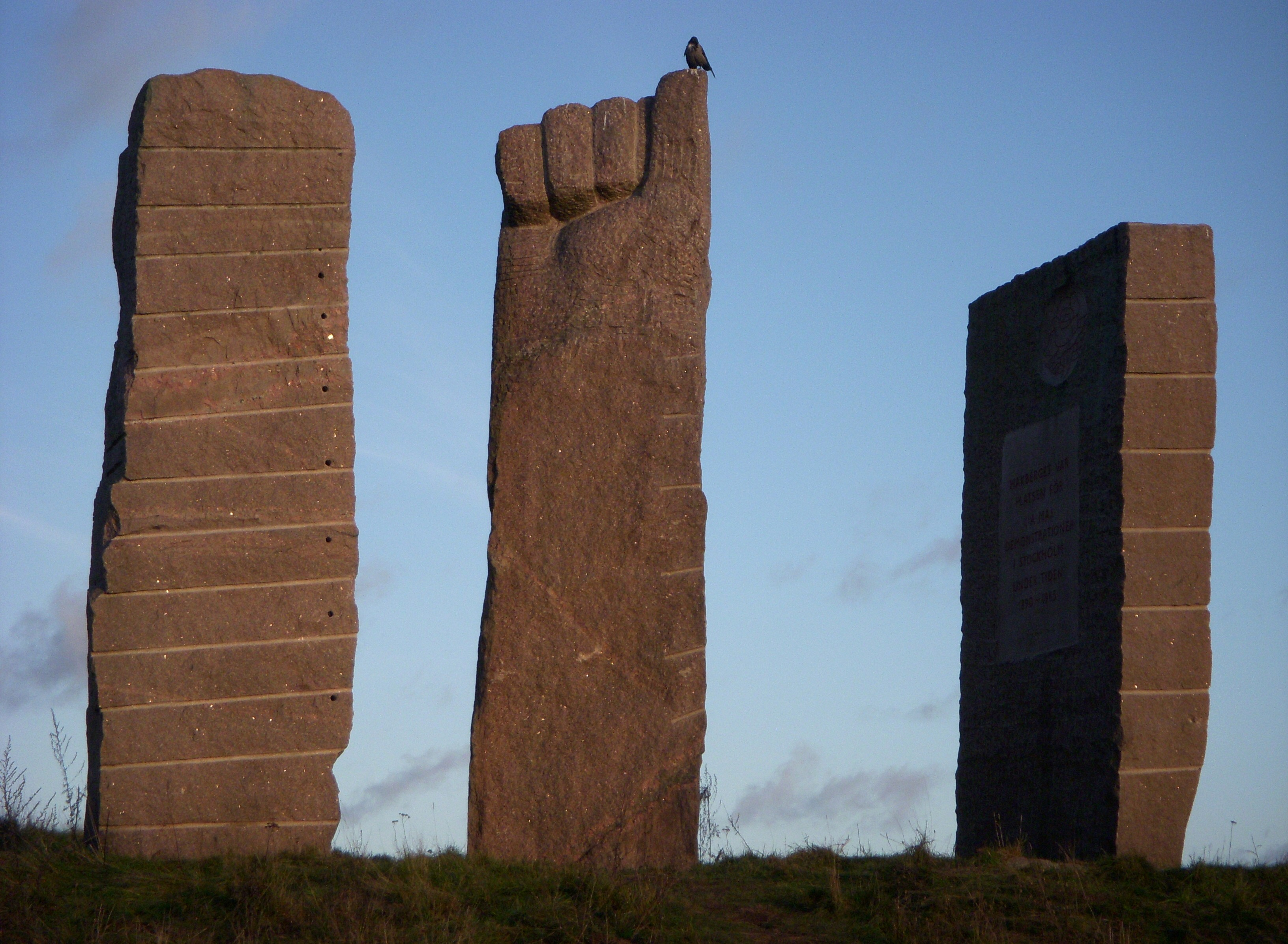
Monumentet "Protest" på Hakberget.
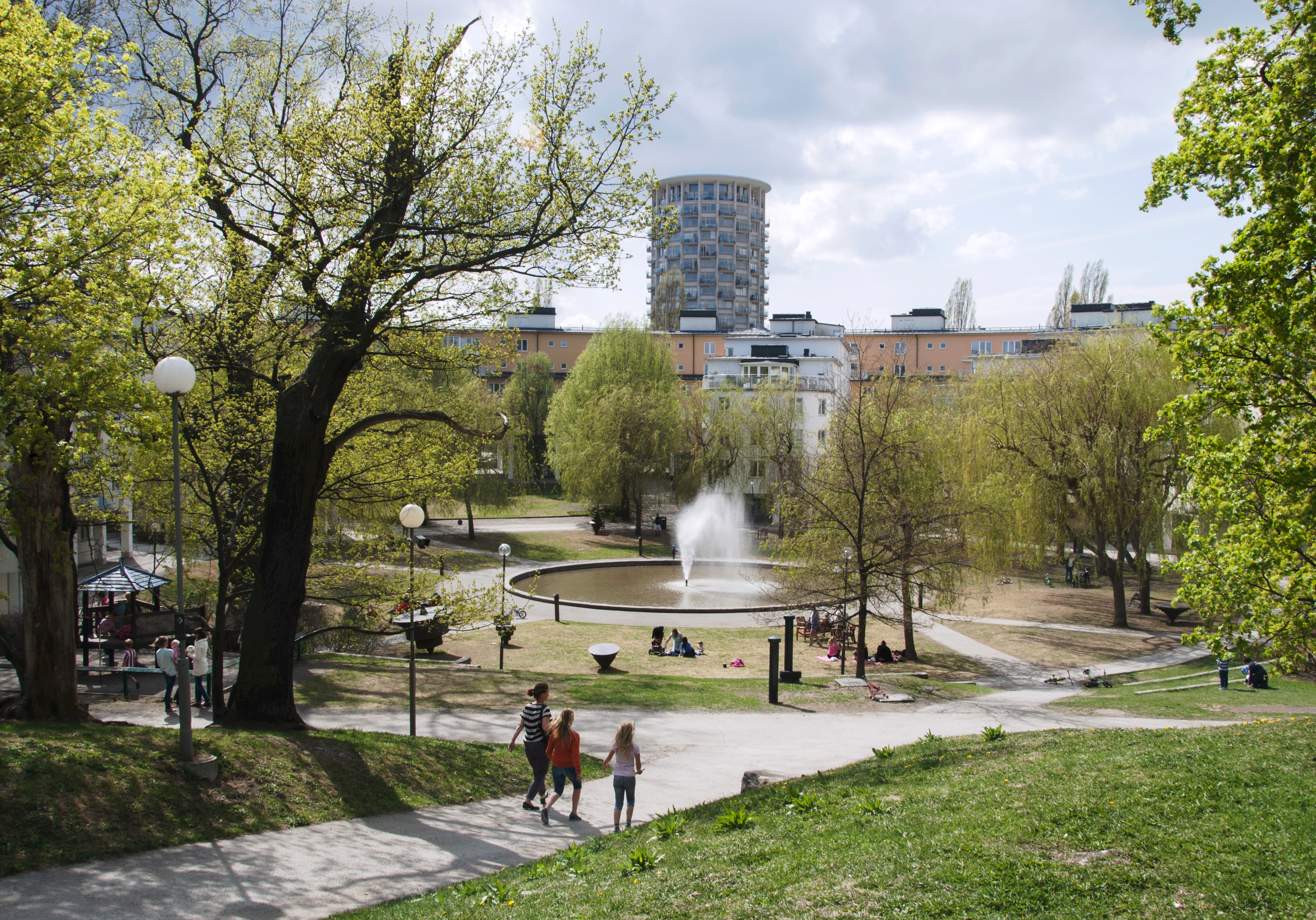
Starrbäcksängens bostadsområde och park med Svea torn i bakgrunden.

## Grönområdet Gärdet
Gärdet är också namnet på den stora öppna ytan med gräs, också skådeplatsen för de stora ”drakfestivalerna” som på 1960- och 1970-talen arrangerades av Konstfackskolans elevkår och för Gärdetfestivalerna som gick av stapeln vid ett antal tillfällen på 1970-talet och som ibland ses som en av de samlande startpunkterna för den progressiva musikrörelsen i Sverige. Fältet under namnet Gärdets sportfält är en populär plats för olika idrotter med cricketplan, basketplan, beachvolleybollplaner, hybridgräsfotbollsplaner samt skidspår som spåras av kommunen när förutsättningar finns. På Kristi himmelsfärds dag var det förr Drakfest på Gärdet och då samlades folk för att flyga med pappersdrakar. På Gärdet betade också från 1940-talet till 1991 Stockholms stads fårhjord (i folkmun kallades de för "Kungens får").

### Djurlivet
Här finns bland annat bävrar, kaniner och rådjur. Man har utan framgång försökt begränsa antalet kaniner.

## Byggnader
Inom stadsdelen finns ett flertal offentliga byggnader och institutioner, bland annat Kaknästornet, Kungliga Musikhögskolan, Svea artilleriregementes kaserner, Sjöhistoriska museet, Tekniska Museet, Etnografiska museet, Försvarets materielverk, Svenska Filminstitutet, Högkvarteret, Krigsarkivet, Livgardet (f.d. Livgardets dragoner) och Försvarshögskolan, Frihamnen, Värtahamnen, Förvaltningsrätten i Stockholm med flera.
Övriga platser:
- Karl XI:s skans mellan Hakberget och Drottningberget, uppförd 1672, arkitekt J.P. Kirstenius och Borgen, 1818–1822, ritad av arkitekten Fredrik Blom.
- Kullen närmast Filmhuset heter Hakberget. Platsen var mål för 1 maj-demonstrationerna mellan 1890 och 1965. På kullen står monumentet Protest från 1986, bestående av tre granitblock av skulptören Torsten Fridh. Hakberget var även namnet på en spårvägshållplats intill, vars perrong fortfarande finns kvar i Valhallavägens mitt. Där vände spårvagn 4 fram till 1967 och nu finns det en hållplats för buss 72 där.
- Fyrtalet kallas ett studentbostadshus i kvarteret Rio vid Värtavägen 66. Byggnaden uppfördes 1965–1966 efter ritningar av arkitekt Léonie Geisendorf. Namnet ”Fyrtalet” härrör från den ursprungliga planeringen med fyra likadana hus, men enbart ett kom till utförande.
- Invid Djurgårdsbrunnsviken, mellan Dragongården och Djurgårdsbrunns värdshus, ligger en Roddklubb. I huset finns även ett café
- Kampementsbadet mellan Värtavägen och Sandhamnsgatan erbjuder utomhuspoolbad.
- Öster om Kaknästornet vid slutet av Mörka kroken finns en populär lekplats för barn med linbana och klätteranläggning.
- Vid östra änden av Djurgårdsbrunnsviken ligger Hunduddens småbåtshamn och kanotklubb. Området är ett populärt promenadstråk med cykelmöjligheter längs Lilla Värtan med utsikt över Nacka, Fjäderholmarna och Lidingö som slutar vid Lidingöbro värdshus. (Första Lidingöbron hade sitt ena brofäste här)
- Vid Studentbacken, i närheten av dåvarande tingshuset för Södra Roslags tingsrätt, genomförde Lasermannen (John Ausonius) sitt första attentat den 2 augusti 1991.
- Starrbäcksängens bostadsområde och park. Parken tilldelades år 1992 Sienapriset, som då var nyinstiftat.

### Institutioner
- Kaknästornet
- Etnografiska museet
- Polismuseet
- Riksidrottsmuseet
- Sjöhistoriska museet
- Tekniska museet
- Kaknäs Djurkyrkogård
- Kinas ambassad

## Bildgalleri

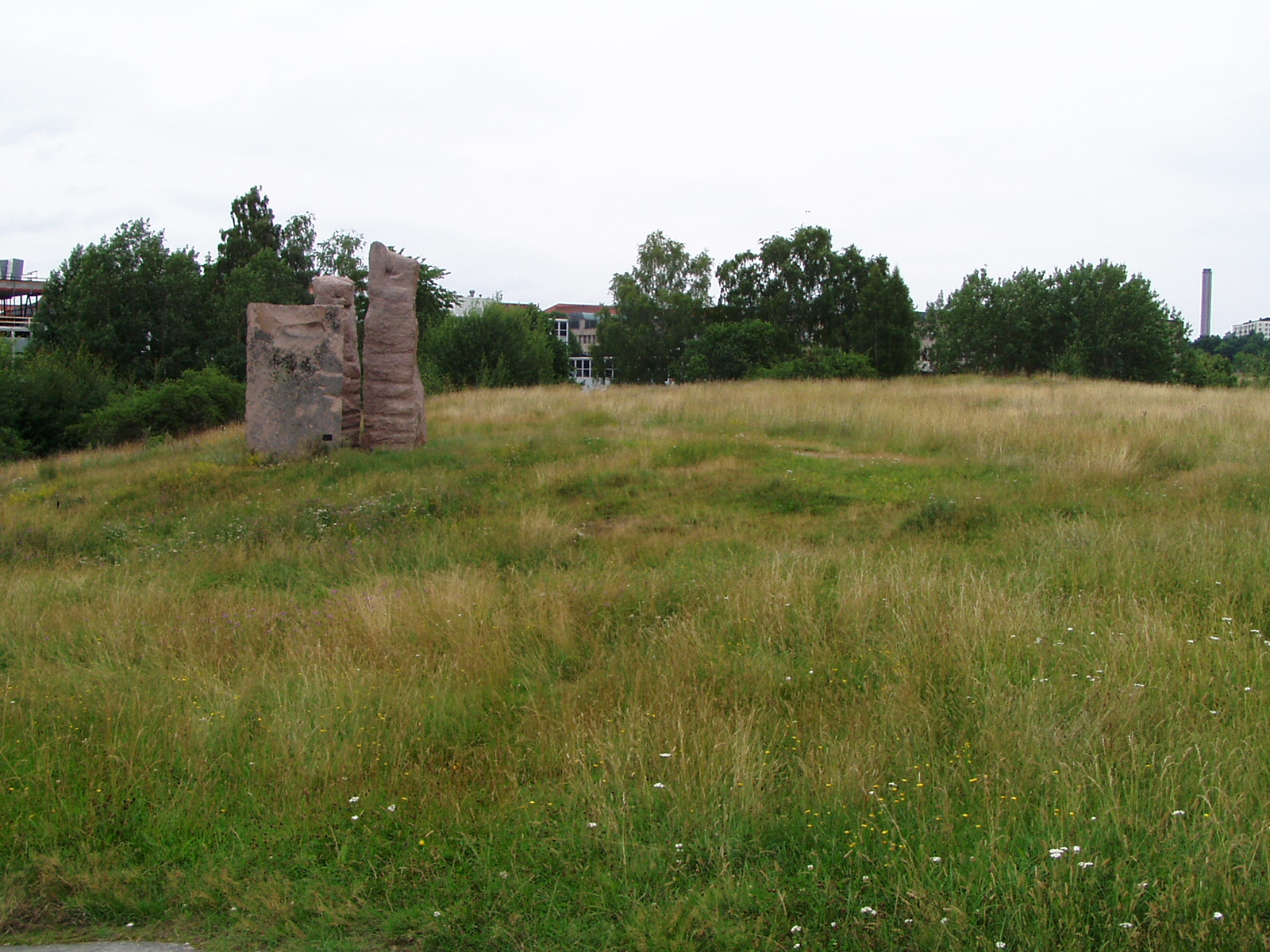
Hakberget med skulpturen Protest som uppfördes 1986
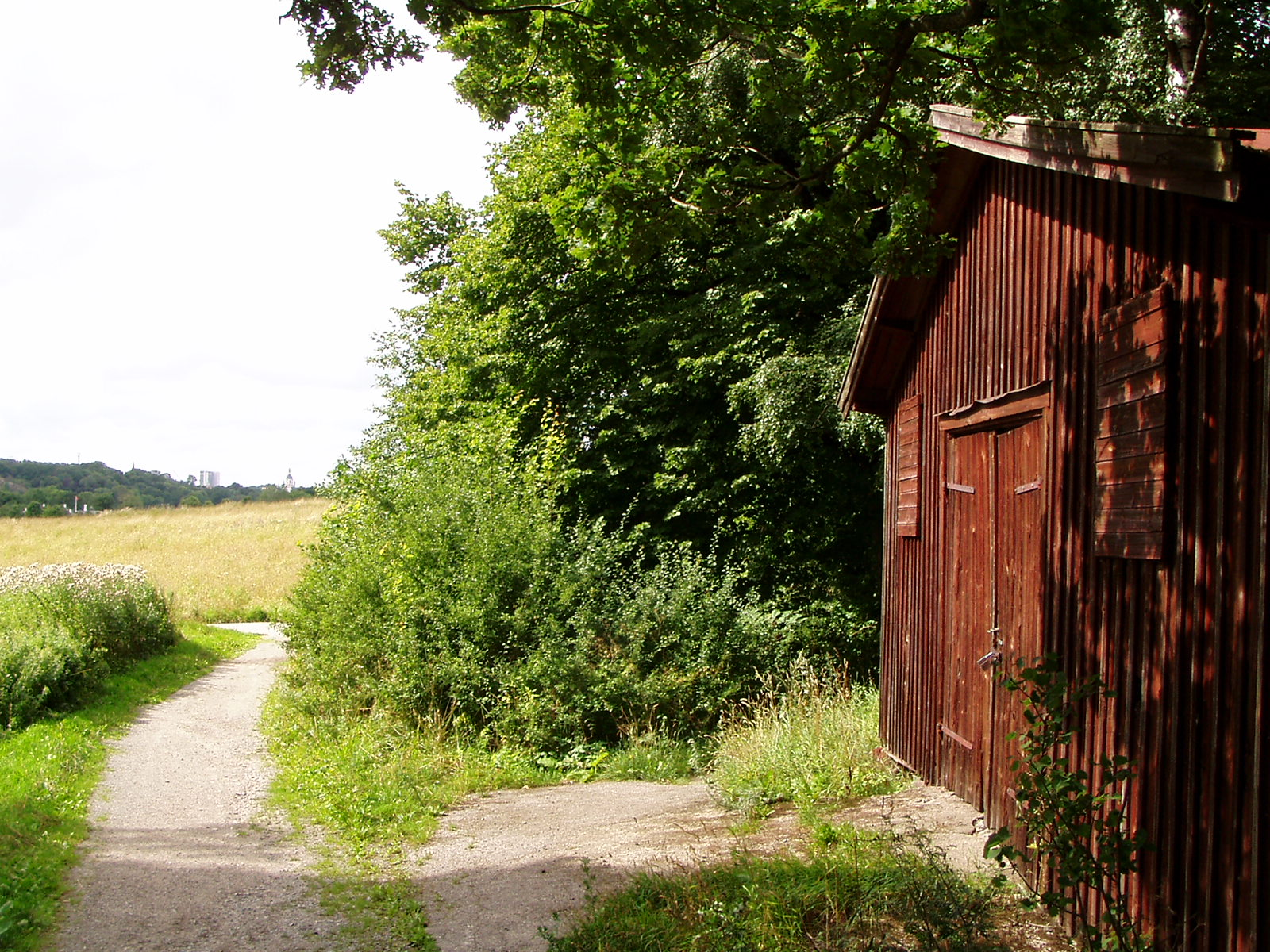
Lada öster om Borgen
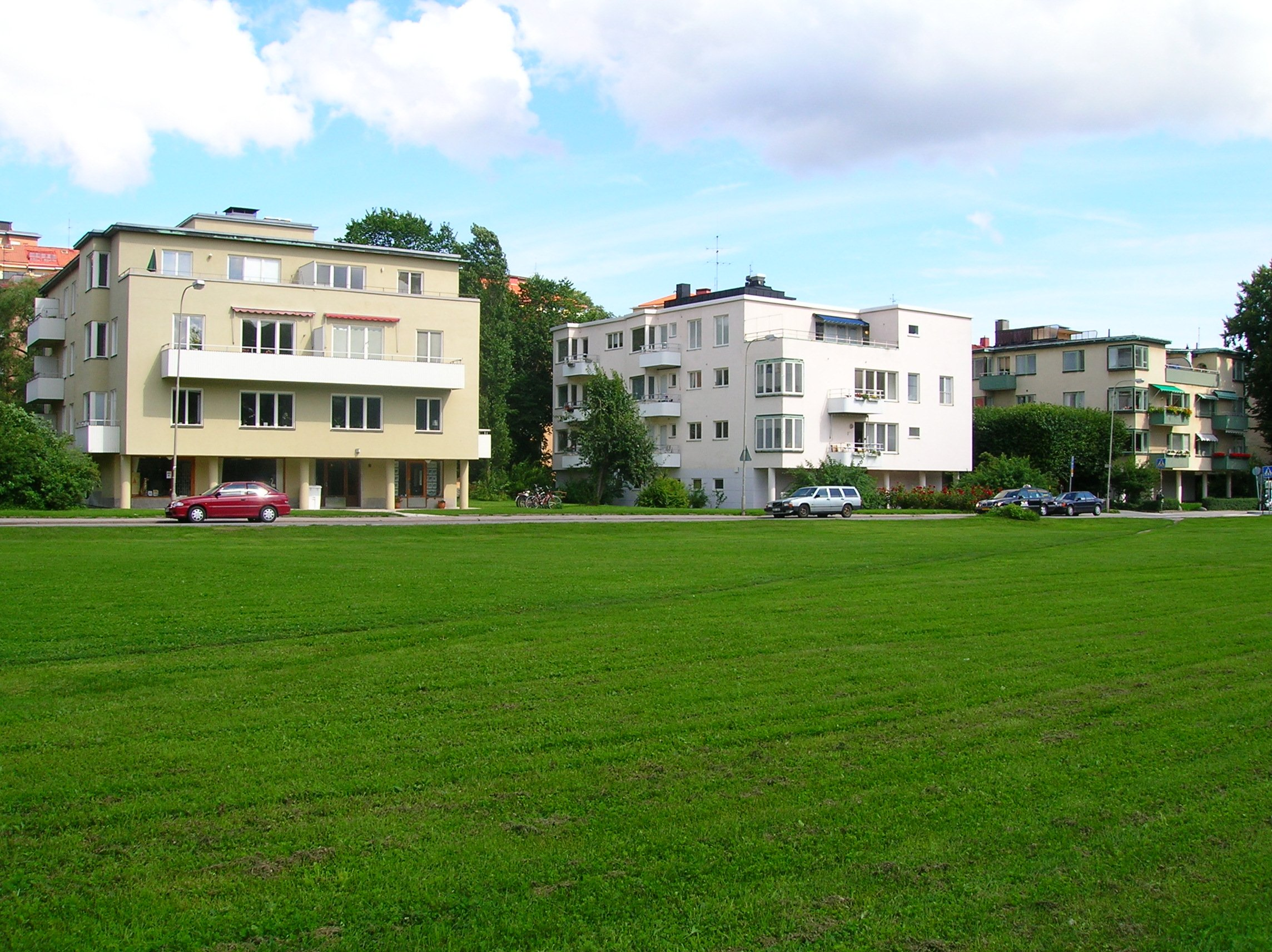
Askrikegatan med bostadshus uppförda 1937–1938
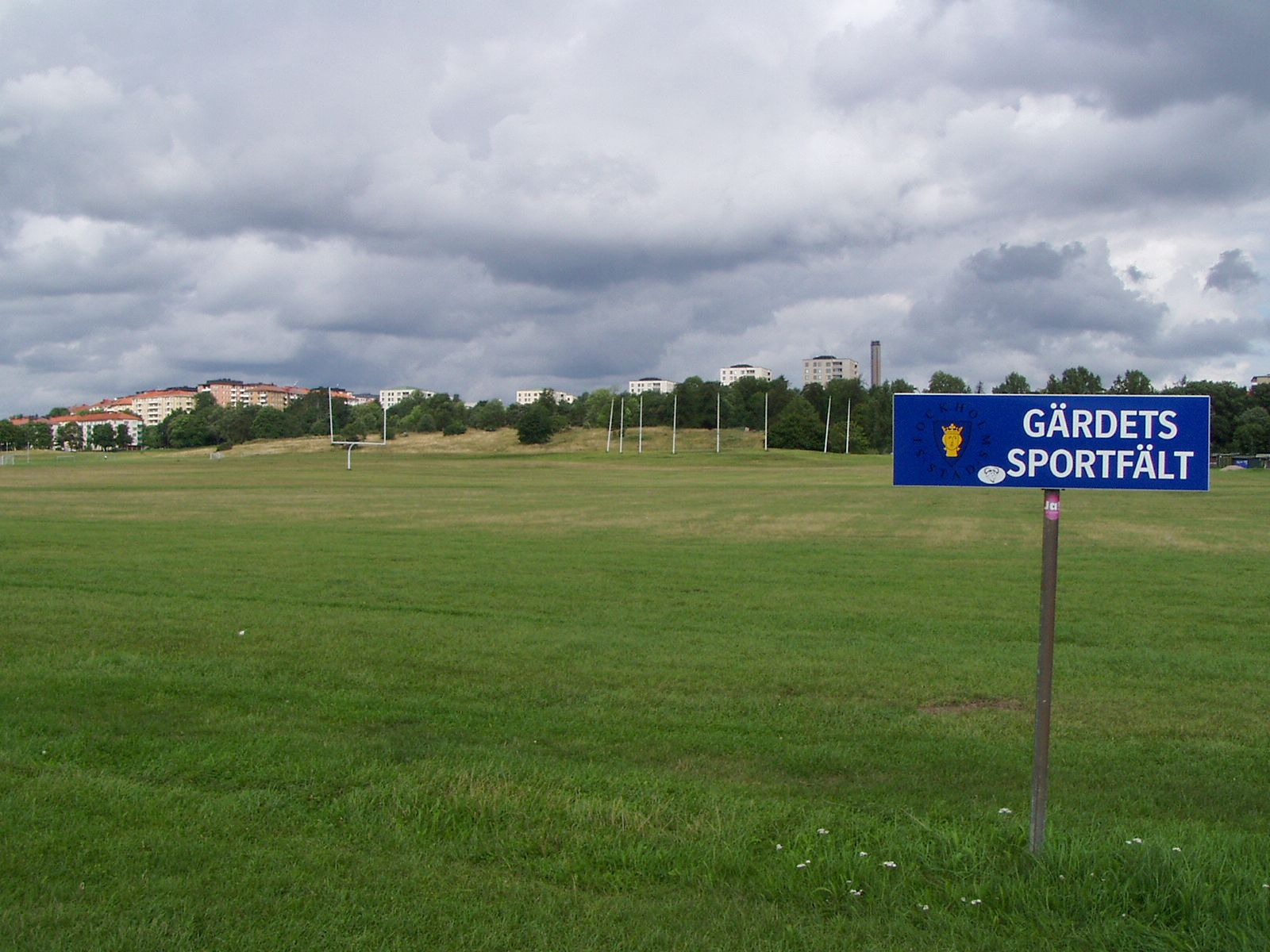
Gärdets sportfält från Lindarängsvägen
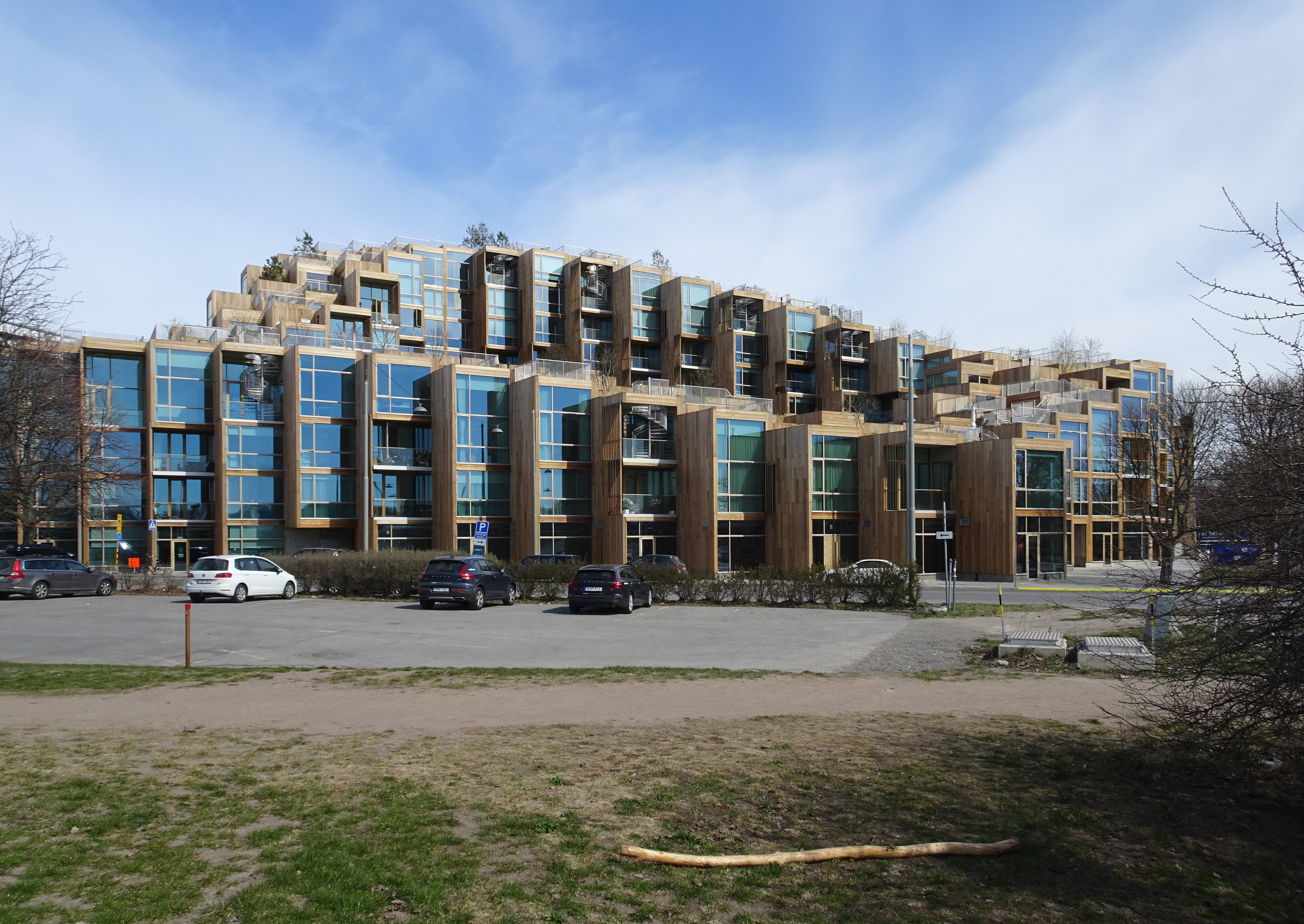
Flerbostadshuset 79&Park från 2018

## Demografi
År 2017 hade stadsdelen cirka 21 500 invånare, varav cirka 19,1 procent med utländsk bakgrund.